# Zenon Sdougos
Zenon N. Sdougos (* 1916; † 2005 in London) war ein griechischer Verwaltungsbeamter und UN-Funktionär.

## Leben
Zenon Sdougos begann seine berufliche Laufbahn als nautischer Offizier in der griechischen Handelsmarine. Später schloss er sich der Küstenwache seines Heimatlandes an, wo er 1961 im Rang eines Kapitäns ausschied. Im selben Jahr trat er eine Stelle im Hauptquartier der Internationalen Seeschifffahrts-Organisation an. Dort war er in der Abteilung für Schiffssicherheit beschäftigt, deren Leitung er später übernahm. 1976 wechselte Sdougos als Berater zur Vereinigung griechischer Reeder. Bekannt wurde Sdougos vor allem als einer der Hauptinitiatoren des Global Maritime Distress Safety System, ein weltweites Seenot- und Sicherheitsfunksystem.

## Auszeichnungen
Im Jahr 1990 erhielt Sdougos für seine Arbeit im Bereich der Schiffssicherheit den International Maritime Prize der Internationalen Seeschifffahrts-Organisation.